# 新竹縣愛心自行車租賃系統
新竹縣愛心自行車租賃系統是新竹縣曾存在的公共自行車租賃系統，由新竹縣政府規劃，車輛由社會人士捐增，於2012年4月2日啟用，2022年新竹縣公共自行車租賃系統啟用後停止運作。

## 歷史
- 2012年4月2日，由新竹縣政府規劃的愛心自行車開始提供借車服務，共有4個站點、110輛自行車（由善心人士捐助）。[1][2]
- 2015年9月，自行車數量由原本的110輛減少到70多輛[3]。
- 2016年7月，新竹縣政府獲捐贈100輛自行車，共計有150多輛。[4]
- 2020年10月，因無專人維修與租還系統不健全，僅剩42輛自行車能使用。[5]
- 2022年6月27日，新竹縣公共自行車租賃系統正式營運後，愛心自行車服務停止運作，新竹縣政府挑選20餘輛愛心自行車供各社區發展協會及愛心團體無償認養。[6]

## 站點
曾設有6個站點。
- 新竹縣政府
- 文化中心
- 新瓦屋
- 高鐵新竹站
- 竹東之星（竹東動漫園區）
- 富林加油站

## 借用方式
新竹縣愛心自行車借用時間為每日上午8點至下午5點，可甲站借乙站還，借用時須至各站的服務台登記姓名及手機號碼，認可後即能領取鑰匙，歸還時須將鑰匙投入站旁的鑰匙箱。